# Лук і три стріли
Лук і три стріли – шляхетський герб Ассановичів, роду татарського походження.

## Опис герба
У червоному полі срібний лук з трьома срібними стрілами, що спрямовані угору та верхні кути щита. Клейнод: три пера страуса.

## Історія

Герб Білої Церкви

Найперша згадка про герб Білої Церкви належить до 1589 року, коли польський король Сигізмунд ІІІ Ваза затвердив привілеї міста на сеймі у Варшаві, надавши місту і його жителям Магдебурзьке право. Герб міста був затверджений 1620 року: лук із натягнутою тятивою, а на ньому три стріли. 1998 року герб міста у золотих кольорах був поновлений .

## Роди
Герб використовував рід Ассановичів. Дана родина також користувалася також гербами Ассанович, Лук, Аксак і Амадей.